# Два абсолюта
«Два абсолю́та» (кит. упр. 两个凡是, пиньинь Liǎng gè fán shì, палл. лянгэ фаньши) — политический принцип времён последнего периода «культурной революции» в Китае, основанный на лозунге «Абсолютно все решения, вынесенные Председателем Мао, мы должны стойко защищать, абсолютно все указания, данные Председателем Мао, мы должны неизменно соблюдать» (кит. упр. 凡是毛主席作出的决策，我们都坚决维护，凡是毛主席的指示，我们都始终不渝地遵循, пиньинь fánshì Máozhǔxí zuòchū de juécè，wǒmen dōu jiānjué wéihù， fánshì Máozhǔxí de zhǐshì， wǒmen dōu shǐzhōngbùyú de zūnxún). Это положение вошло в программную статью «Изучай источники и постигай главное» (кит. 学好文件抓住纲), напечатанную 7 февраля 1977 года в центральной газете «Жэньминь жибао», в журнале «Хунци» («Красное знамя») и в центральной армейской газете «Цзефанцзюнь бао» («Ежедневная газета НОАК»).
Лозунг был взят за основу председателем КПК Хуа Гофэном, последователем Мао, который остановил Культурную революцию и арестовал «банду четырёх». Лозунг не снискал ни одобрения мировой общественности, ни поддержки стремившихся провести рыночные реформы партийных функционеров во главе с Дэном Сяопином.
Начиная с 1980 года, лозунг был осуждён как ошибочный, что совпало с утратой Хуа Гофэном и его сторонниками из так называемой фракции «двух абсолютов» («малая банда четырёх») должностей в партии и государстве.